# Rafael Anglés
Rafael Anglés Herrero (Ráfales, Teruel, 1730 – † Valencia, 9 de febrero de 1816) fue un organista y compositor español.

## Vida
Estudió humanidades y música en Alcañiz, en cuya por entonces colegiata ocupó el cargo de maestro de capilla hasta 1762, año en que obtuvo la plaza de organista de la catedral de Valencia por espacio de cincuenta y cuatro años, cargo en el que sucedió a Vicente Rodríguez. En las oposiciones en las que compitió con otros once concurrentes, se destacó su maestría en los estilos más avanzados de su época. Ejerció también la docencia como catedrático de canto llano en el seminario de esta ciudad.

## Obra
Su obra para órgano se conserva en el archivo de la catedral de Orihuela, en el de la catedral de Valladolid y en la de Valencia. También albergan partituras suyas la Biblioteca de Cataluña y el Instituto Francés de Madrid, procedentes de Salvatierra (en la provincia de Álava) o Valderrobres. Esta música para teclado, que también se interpretaba al clave se compone de sonatas scarlattianas, pasos o fugas y versos salmódicos.

### Obra publicada
- Varias obras («adaggietto», «sonata en fa», «aria en re menor» y «fugatto»), Joaquín Nin, Dix-sept sonates et pièces anciennes d´auteurs spagnols, Paris, Max Eschig, 1928, págs. 27-35.
- Dos «sonatas», José Climent, Madrid, UME, 1970.
- Cinco «pasos para órgano», José Climent, Barcelona, CSIC, 1975.
- «Salmodia para órgano», Dionisio Preciado, Madrid, UME, 1980.
- «Veinte sonatas», José Climent, Valencia, Real Academia de Cultura Valenciana, 2003.

otra mención y oferta libre de descargar obras inéditas: http://voortman-musik.npage.de/